# محافظة الليث
محافظة الليث هي إحدى محافظات منطقة مكة المكرمة، وثامن أكبر محافظة فيها. تبعد 180 كم جنوب غرب مدينة مكة، وتقع هذه المحافظة ضمن إقليمي تهامة و الحجاز على الساحل الغربي للمملكة العربية السعودية، وتطل غرباً على البحر الأحمر وتمتد إلى سروات الحجاز شرقاً ويمر بها الطريق الساحلي الدولي، وتبعد عن مدينة جدة 180 كيلومتراً، وتقدر مسـاحة المحافظة بحوالي 30 ألف كم2، بلغ عدد سكانها 128,529 حسب تعداد السعودية 2022.

## الموقع
تقع محافظة الليث عند التقاء جبال الحجاز بسهول تهامة على الساحل الغربي للمملكة العربية السعودية 180 كم جنوب غرب مكة المكرمة ومحافظة جدة وتقع شمال محافظة القنفذة بحوالي 160 كم تقريباً وغرب محافظة أضم بحوالي 160 كم، وشمال غرب محافظة المخواة بحوالي 165 كم، وهي محاذية لساحل البحر الأحمر. تكمن أهمية الليث في موقعها الاستراتيجي في منطقة مكة المكرمة، فهي الموقع الرابط بين محافظاتها جنوباً وشرقاٌ وشمالاً وهي بوابة مكة المكرمة الجنوبية، ومحطة وميقات حجاج بيت الله الحرام.

## التقسيم الإداري

### أهم المراكز التابعة لمحافظة الليث
وتعتبر محافظة الليث حاضرة من حواضر منطقة مكة المكرمة وبها مقر الإدارات الحكومية وهي من أشهر محافظات المنطقة ويتبعها العديد من المراكز وهي كالتالي: 
- مركز غميقة ويبعد عن مدينة الليث 27 كم شرقا
- مركز الغالة أو مركز مجمع الطرق ويبعد عن مدينة الليث 29 كم
- مركز الوسقة ويبعد عن مدينة الليث 30 كم جنوبا
- مركز سعيا ويبعد عن مدينة الليث 60 كم شمالا
- مركز الشواق ويبعد عن مدينة الليث 60 كم جنوبا
- مركز جذم ويبعد عن مدينة الليث 70 كم شمال شرق
- مركز السعدية ويبعد عن مدينة الليث 90 كم شمال شرق
- مركز بني يزيد بسلبة وتبعد عن مدينة الليث 90 كم شرق
- مركز الرهوة يبعد عن مدينة الليث 90 كم شمال شرق
- مركز يلملم ويبعد عن مدينة الليث 95 كم شمال
- مركز صلاق بني هلال ويبعد عند مدينة الليث 33 كيلو شرقا